# Sean Morrison
Sean Morrison, né le 8 janvier 1991 à Plymouth, est un footballeur anglais. Il évolue actuellement au poste de défenseur.

## Biographie
Sean Morrison signe à Swindon Town le 1er juillet 2007. Il est prêté à Southend United de novembre 2009 à janvier 2010.
Sean Morrison s'engage ensuite en faveur de Reading FC le 18 janvier 2011. Mais deux mois après son arrivée, le club le prête à Huddersfield Town pour une durée d'un mois. L'année suivante, il est de nouveau prêté à Huddersfield Town en janvier, cette fois-ci jusqu'à la fin de la saison. Il dispute avec ce club 19 matchs pour un but inscrit.
Le 15 août 2014 il rejoint Cardiff City.
Le 10 janvier 2023, il rejoint Rotherham United.

## Palmarès

### En club
- Cardiff City
  - Vice-champion du EFL Championship (D2) en 2018